# Faithless
Faithless er et electronica band fra Storbritannien. Gruppen er blandt andet kendt for hitsingler som "Insomnia", "God is a DJ" og "We Come 1"

## Diskografi
- Reverence (1996)
- Sunday 8PM (1998)
- Outrospective (2001)
- No Roots (2004)
- Everything Will Be Alright Tomorrow (2004)
- Forever Faithless (2005)
- To All New Arrivals (2006)
- The Dance (2010)
- Faithless 2.0 (2015)
- All Blessed (2020)